# Lucilia princeps
Lucilia princeps este o specie de muște din genul Lucilia, familia Calliphoridae. A fost descrisă pentru prima dată de Camillo Rondani în anul 1848. Conform Catalogue of Life specia Lucilia princeps nu are subspecii cunoscute.